# 上海轨道交通南枫线
上海轨道交通市域线南枫线，为上海市的一条通勤铁路，起自南汇线滴水湖北站，经上海自贸区临港新片区、奉贤区奉城镇、奉贤新城、金山区亭林镇、朱泾镇、枫泾镇至枫泾站，全长95.6公里，直接工程投资金额280亿元。于2023年12月28日举办一期工程（亭林站、望园路站、滴水湖站）开工仪式。
目前南枫线的可行性研究、环境影响评价等手续尚未完成。列于一期工程的三座车站中，仅亭林站实际开工，望园路站和滴水湖站未动工。

## 历史
金山铁路自建成后，奉贤区一直提出争取南桥支线，并于2013年由中铁第四勘察设计院集团有限公司、中铁上海设计院集团有限公司及上海市市政规划设计研究院完成南桥支线的选线，选定平庄西路方案，自亭林站引出，沿平庄西路中央分隔带，在江海南路西侧设奉贤西站，后跨越环城东路沪金高速公路，在金海公路附近设奉贤东站，而后线路跨越金汇港南行，向东引入浦东铁路海湾站，线路全长23.640km，其中近期工程亭林站至奉贤东站正线长16.236km。但延伸规划到2015年都未有定论，奉贤于2015年发布的十三五规划思路研究中提出推动金山铁路奉贤支线预可行性研究。2016年6月，上海编制的新一轮的轨道交通规划中包括南港线，原南桥支线得以以南港线的形式纳入市级层面的规划中。2017年列入《上海市城市总体规划（2017-2035）》，更名为南枫线。2021年，在《长江三角洲地区多层次轨道交通规划》中取得国家发改委批复。
2023年6月30日，南枫线选线专项规划公示，公示范围为枫泾站至临港开放区站，当年8月取得批复。其后，工程进入可研评审阶段，在此期间遇国家政策调整，线路方案需要再度修改。
- 2024年4月12日 滴水湖站前后区间方案微调，相关的专项规划草案公示[12]。
- 2025年4月29日 金山段选线专项规划调整公示。明确了出省段（枫泾站向西衔接嘉兴至枫南市域铁路）1.4公里的区间线路控制方案；此外，朱泾站位置西移，枫泾站、朱泾东站配线缩减，朱泾车辆基地出入场线也不再在区间接轨[13]。

2023年11月，市发改委先行批复了“一期工程”（亭林站、望园路站、滴水湖站）的可行性研究报告。12月18日，一期工程初步设计获批。12月28日，于亭林站举办象征性的一期工程开工仪式。三座车站中，亭林站（NFSG-1标）于2024年5月13日开始结构施工，计划2025年底完成本站主体结构，2027年底竣工；其余两座车站，截至2025年7月均未动工，滴水湖站初步设计待批。

## 车站列表
| 站名      | 里程 （米）                 | 站间距 （米）               | 大站车                      | 换乘线路                                | 所在地                      | 车站形式                    |                             |
| --------- | --------------------------- | --------------------------- | --------------------------- | --------------------------------------- | --------------------------- | --------------------------- | --------------------------- |
| ↑直通运行 | 嘉兴至枫南线往嘉兴南站      | 嘉兴至枫南线往嘉兴南站      | 嘉兴至枫南线往嘉兴南站      | 嘉兴至枫南线往嘉兴南站                  | 嘉兴至枫南线往嘉兴南站      | 嘉兴至枫南线往嘉兴南站      | 嘉兴至枫南线往嘉兴南站      |
| 枫泾      |                             |                             | ●                           |                                         | 金山区                      | 高架二层岛式                |                             |
| 金山北    |                             |                             | ｜                          | 沪昆高铁                                | 金山区                      | 高架三层越行侧式            |                             |
| 朱泾      |                             |                             | ｜                          |                                         | 金山区                      | 地下二层岛式                |                             |
| 朱泾东    |                             |                             | ｜                          | 嘉青松金线（远期规划）                  | 金山区                      | 高架三层双岛式              |                             |
| 亭林      |                             |                             | ●                           | █ 金山线                                | 金山区                      | 高架三层侧式                |                             |
| 环城西路  |                             |                             | ｜                          | █ 市域嘉闵线（远期规划）                | 奉贤区                      | 地下二层岛式                |                             |
| 望园路    |                             |                             | ●                           | █ 5号线 █ 15号线（在建）                | 奉贤区                      | 地下二层岛式                |                             |
| 金大公路  |                             |                             | ｜                          | █ 市域奉贤线（规划）                    | 奉贤区                      | 高架三层侧式                |                             |
| 青村      |                             |                             | ｜                          |                                         | 奉贤区                      | 高架二层越行双岛式          |                             |
| 奉城      |                             |                             | ｜                          | 曹奉线（远期规划）                      | 奉贤区                      | 高架三层双岛式              |                             |
| 四团      |                             |                             | ●                           | █ 市域浦南线（规划） 浦东线、沪乍杭高铁 | 浦东新区                    | 地面越行双岛式              |                             |
| 泥城      |                             |                             | ｜                          |                                         | 浦东新区                    | 高架二层越行侧式            |                             |
| 花柏路    |                             |                             | ｜                          |                                         | 浦东新区                    | 地下二层岛式                |                             |
| 滴水湖    |                             |                             | ●                           | █ 16号线                                | 浦东新区                    | 地下四层岛式                |                             |
| 滴水湖北  |                             |                             | ●                           |                                         | 浦东新区                    | 地下二层岛式                |                             |
| ↓直通运行 | █ 市域南汇线往浦东3号航站楼 | █ 市域南汇线往浦东3号航站楼 | █ 市域南汇线往浦东3号航站楼 | █ 市域南汇线往浦东3号航站楼             | █ 市域南汇线往浦东3号航站楼 | █ 市域南汇线往浦东3号航站楼 | █ 市域南汇线往浦东3号航站楼 |

注：滴水湖北站属于南汇线一期工程；滴水湖北（不含）～四团原为南汇线二期工程，后一并纳入南枫线工程中建设，但不代表最后运营交路。